# Фізико-біохімічна гірнича технологія
Фізико-біохімічна гірнича технологія — науковий напрям, який вивчає питання вилучення корисних копалин з надр шляхом переведення твердих компонентів у гази, рідини або їх суміші під дією фіз., хім. і біол. процесів.

## Загальна характеристика
Фізико-біохімічна гірнича технологія включає: вивчення корисних копалин та їх оцінку з позицій можливості використання фіз., хім., біол. або комбінованих впливів на них; виділення і вивчення морфологічних властивостей живих речовин, що сприяють вилученню корисних копалин з надр і корисних компонентів з мінеральної сировини; визначення можливих екологічних наслідків розробки родовищ і оцінку екон. ефективності Ф.-б.г.т. Як біол. робочі аґенти у Ф.-б.г.т. використовують бактерії, мікроорганізми, грибки, іммобілізовані клітини, біол. каталізатори, а також речовини з трав, водоростей тощо.
Гірничі роботи при Ф.-б.г.т. виконуються загальноприйнятими способами (підземним, відкритим або свердловинним). Ф.-б.г.т. застосовуються у рудній, вугільній і нафтовій промисловості, а також для біологічної рекультивації земель, порушених веденням гірничих робіт, біол. очищення вод і газів, біохім. і мікробіологічних пошуків.
Методи рудної Ф.-б.г.т. використовуються для вилуговування підземного металів з руд і вилуговування концентратів, біосорбції металів, поліпшення флотованості руд, очищення стоків підприємств та ін.
Вугільна Ф.-б.г.т. використовується для знесірчення вугілля, зниження концентрації метану у вугільних пластах і виробках, біоконвертування вугілля у рідкі і газоподібні енергоносії, рекультивації земель, очищення шахтних вод і газових сумішей, виділення з твердих відходів вуглевидобутку цінних мінеральних речовин, отримання білково-вітамінних концентратів тощо.
Нафтова Ф.-б.г.т. застосовується для вторинного видобутку нафти. Ф.-б.г.т. у порівнянні з інш. гірничими технологіями, відрізняються найменшими капітальними і експлуатаційними витратами, сприяє раціональному використанню надр і дозволяє значно підвищити ефективність природоохоронних заходів і комплексного використання корисних копалин.